# Teesdalia coronopifolia
Teesdalia coronopifolia é uma espécie de planta com flor pertencente à família Brassicaceae. 
A autoridade científica da espécie é (J.P.Bergeret) Thell., tendo sido publicada em Repertorium Specierum Novarum Regni Vegetabilis 10(251/253): 289. 1912.

## Portugal
Trata-se de uma espécie presente no território português, nomeadamente em Portugal Continental e no Arquipélago da Madeira.
Em termos de naturalidade é nativa das duas regiões atrás indicadas.

## Protecção
Não se encontra protegida por legislação portuguesa ou da Comunidade Europeia.